# Hamengkubuwono IV

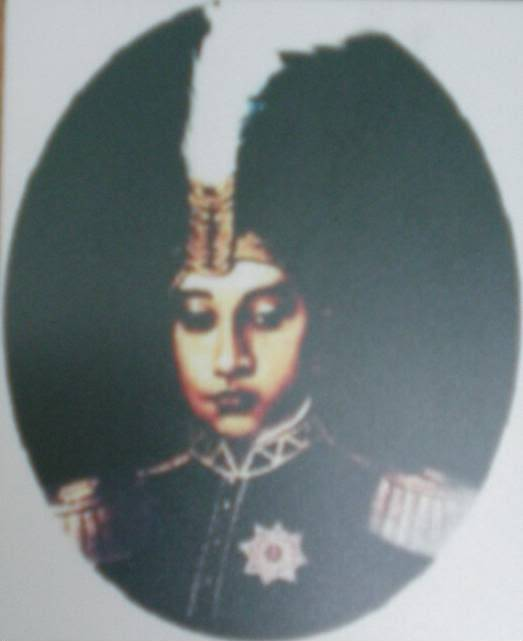
Hamengkoeboewono IV

Hamengkubuwono IV was de vierde sultan of koning van Yogyakarta. Deze Javaanse vorst uit de dynastie der sultans van Yogyakarta werd op 3 april 1804 in de kraton van Surakarta geboren als Gusti Bandara Radin Mas Bagus en regeerde van 1814 tot 6 december 1823 als "zelfbestuurder" in zijn aan Nederland onderworpen koninkrijk.
De volledige titel van de vorst was Zijne Hoogheid Sampeyan Dalam ingkang Sinuhun Kanjeng Sri Sultan Amangku Buwana IV Senapati ing Alaga Ngah 'Abdu'l-Rahman Saiyid ud-din Panatagama Khalifatu'llah ingkang Yumeneng Kaping [Sultan Seda Pasijar], sultan van Yogyakarta.
De dynastie van de Kartasura in Jogjakarta en Surakarta was door opvolgingsoorlogen en strijd met de Nederlandse kolonisator verdeeld geraakt. De agnaten bestreden elkaar en waren een speelbal van de Nederlanders.
Op 21 juni 1812 werd de tweejarige tot kroonprins uitgeroepen met de titel Kanjeng Gusti Pangeran Adipati Anum Amangku Negara Sudibya Rajaputra Nalendra ing Mataram. Op 3 november 1814 stierf zijn vader Hamengkubuwono III en de tienjarige prins werd op 10 november op de troon geïnstalleerd.
Zijn moeder was de eerste vrouw van zijn polygame vader, Radin Ayu Adipati Anum/Gusti Kanjeng Ratu Ibu Suri/Gusti Kanjeng Ratu Kinchan/Gusti Kanjeng Ratu Agung. Zij werd geen regentes, in plaats daarvan nam Paku Alam I tot augustus 1816 het regentschap waar.
Hij huwde na 1816 negenmaal en liet na zeven jaar polygaam huwelijk 18 kinderen na.
Op 6 december 1823 overleed de 21-jarige vorst plotseling na het eten van een bepaald gerecht. Zijn opstandige oudere broer Diponegoro werd ervan verdacht zijn broer te hebben vergiftigd. Hij zou later, na zijn gevangenneming door de Nederlanders, verklaren dat de rijksbestierder Danu Rejo de sultan vergiftigd had. Terwijl aan het hof iedereen treurde om de dood van de vorst was de houding van Negoro daarmee geheel in tegenspraak. Er zijn ook bronnen die verklaren dat Hamengkubuwono IV stierf aan epilepsie.
De overleden sultan liet twee wettige zonen na; de oudste, Menol, op 25 januari 1820 geboren, werd zijn vaders opvolger onder de naam Hamengkubuwono V. De voogdij werd opgedragen aan twee regenten: pangeran Mangkubumi, de grootmoeder van de sultan, en Diponegoro.
De vierde zoon van Hamengkubuwono IV en zijn vrouw Ratu Kinchana, Gusti Radin Mas Mustaya/Kanjeng Gusti Pangeran Adipati Mangkubumi, werd de latere Sampeyan Dalam ingkang Sinuhun Kanjeng Sri Sultan Hamengkubuwono VI Senapati ing Alaga Ngah 'Abdu'l-Rahman Saiyid ud-din Panatagama Khalifatu'llah ingkang Yumeneng Kaping, Sultan van Yogyakarta.
Hamengkubuwono IV stierf in de kraton en werd opgevolgd door zijn oudste levende zoon Gusti Radin Mas Gathat Menal. Hamengkubuwono IV werd bijgezet in een van de mausolea op de heilige "sneeuwberg" Imagiri.